# زين مالك
زين جواد مالك (بالإنجليزية: Zain Javadd Malik)‏ (مواليد 12 يناير 1993 –)، والمعروف باسمه الفني زين مالك (بالإنجليزية: Zayn Malik)‏، ويعرف باسم زين (بالإنجليزية: Zayn)‏، وهو مغني وكاتب أغاني إنجليزي، وعضو سابق في الفرقة الإنجليزية-الأيرلندية ون دايركشن، وانفصل عنها في 25 مارس 2015، وذلك حسب ما غرد به في مواقع التواصل الاجتماعي.
ولد ونشأ في برادفورد، غرب يوركشير. انطلقت مسيرته كمغني مبكرا بعد مشاركته في برنامج اكتشاف المواهب الغنائية البريطاني ذا إكس فاكتور في 2010 كمتسابق فردي، وانتهت باستبعاده من المنافسة، إلا أنه عاد إلي المنافسة مع أربعة متسابقين آخرين كفرقة فتيان عُرفت فيما بعد باسم «ون دايركشن». أطلق مالك مع فرقته 4 ألبومات: مستيقظين طوال الليل (2011)، خذنى إلى المنزل (2012)، ذكريات منتصف الليل (2013)، وأربعة (2014). غادر مالك الفرقة في عام 2015 ووقع بعد ذلك عقد تسجيل فردي مع تسجيلات آر سي إيه. منذ انفصاله عن الفرقة، وأصدر مالك أول ألبوم إستديو له مايند أوف ماين وأغنيتها المنفردة الرئيسية «بيلوتوك» في عام 2016، متبنيا أسلوب موسيقى الآر أند بي البديل. أحتلت الأغنية المرتبة الأولي في بيلبورد هوت 100، والمرتبة الأولي في تصنيف المملكة المتحدة للأغاني المنفردة. وباع 3 ملايين نسخة في الولايات المتحدة، وحوالي 6 ملايين نسخة عالميا. وأحتل الألبوم المرتبة الاولي في بيلبورد 200. وحصل علي الشهادة الذهبية في الولايات المتحدة لبيعه 500 ألف نسخة هناك، و2 مليون نسخة عالميا، وأصبح مالك أول فنان بريطاني يظهر لأول مرة في المرتبة الأولي في كل من المملكة المتحدة والولايات المتحدة، مع أول أغنية منفردة وأول ألبوم له. ثم أصدر أغنية «أنا لا أريد أن أعيش إلي الأبد» مع المغنية وكاتبة الأغاني الأمريكية تايلور سويفت في 9 ديسمبر 2016 كأغنية منفردة رئيسية لفيلم خمسون ظلا داكنا (بالإنجليزية: Fifty Shades Darker)‏، وأحتلت المرتبة الثانية في بيلبورد هوت 100. وباع 3 ملايين نسخة في الولايات المتحدة، و6.3 مليون نسخة عالميا. وفي 24 مارس 2017 أطلق أغنية «لا يزال لديك الوقت» مع المغني وكاتب الأغاني الكندي بارتي نكست دور. وفي 7 سبتمبر 2017 طرح أغنية «الغسق حتي الفجر» مع المغنية وكاتبة الأغاني الأسترالية سيا، وظهرت في العرض الترويجي الرسمي لفيلم الجبل بيننا (بالإنجليزية: The Mountain Between Us)‏. أحتلت الأغنية المرتبة الخامسة في سباق الأغاني البريطاني، أطلق مالك ألبومه الإستديو الثاني شلالات إيكاروس في ديسمبر 2018.
حصل مالك علي العديد من الجوائز والأوسمة منها: جائزة الموسيقى الأمريكية (بالإنجليزية: AMA)‏ لأفضل فنان صاعد للسنة، وجوائز بيلبورد الموسيقية (بالإنجليزية: BMA)‏ لأفضل فنان صاعد، وجوائز إم تي في الأغاني المصورة (بالإنجليزية: MTV VMA)‏ لأفضل تعاون علي أغنية «أنا لا أريد أن أعيش إلي الأبد». وقد باع 20 مليون ألبوم وأغاني منذ بداية مسيرته الفردية.

## نشأته
ولد زين مالك في برادفورد، غرب يوركشير، إنجلترا، لأسرة تتكون من أب إنجليزي-باكستاني الأصل يُدعي «ياسر جواد مالك»، وأم إنجليزية-أيرلندية الأصل تُدعي «تريشا مالك». تحولت إلى الإسلام بعد زواجها. لديه ثلاثة شقيقات: «دنيا»، و«واليها»، و«صفاء». ولد زين في أسرة من الطبقة العاملة، وتربى في حي من نفس الطبقة.

### الاهتمامات الخاصة
قال زين مالك في برنامج ذا إكس فاكتور: 

### الديانة
غرد زين على موقع التواصل الاجتماعي «تويتر» بالشهادة بأن «لا إله إلا الله»، والشهادة بأن «محمدا رسول الله»، وقيل بعدها أنه ينتمي إلى الإسلام بعد هذه التغريدة. في حوار مع مجلة فوغ البريطانية ذكر زين بأنه لا يعتبر نفسه مسلم.

### العلاقات
كان مالك يواعد بيري إدواردز عضوة فرقة ليتل ميكس في 2012، وأعلنا خطوبتهما في 2013، وانفصل عنها في 4 أغسطس 2015. ثم بدأ بمواعدة عارضة الأزياء الأمريكية جيجي حديد في 2015، وانفصلا لفترة في 13 مارس 2018، وعاد إليها مرة أخرى في يونيو 2018، ثم انفصلا نهائيا في نوفمبر 2018.
كان مالك مدمن لتدخين السجائر، وفي أواخر عام 2011 قام بالإقلاع عن التدخين. في نوفمبر 2016 أصدر أول كتاب له بعنوان ZAYN. يستطيع مالك تحدث الأردية بجانب الإنجليزية، كما يستطيع قراءة اللغة العربية.

## الألبومات
- 2024_Room under the stairs "غرفة تحت السلالم"
- 2021- nobody is listening" لا أحد يستمع"
- 2018 - إيكاروس فولز
- 2016 - مايند أوف ماين
- 2014 - أربعة
- 2013 - ذكريات منتصف الليل
- 2012 - خذني إلى المنزل
- 2011 - مستيقظين طوال الليل

## أفلام
- 2018 - أوشنس 8

## وصلات خارجية
- زين مالك على موقع IMDb (الإنجليزية)
- زين مالك على موقع الموسوعة البريطانية (الإنجليزية)
- زين مالك على موقع ميوزك برينز (الإنجليزية)
- زين مالك على موقع إن إن دي بي (الإنجليزية)
- زين مالك على موقع أول ميوزيك (الإنجليزية)
- زين مالك على موقع أول ميوزيك (الإنجليزية)
- زين مالك على موقع ديسكوغز (الإنجليزية)
- زين مالك على موقع قاعدة بيانات الفيلم (الإنجليزية)